# Щебёночный балласт

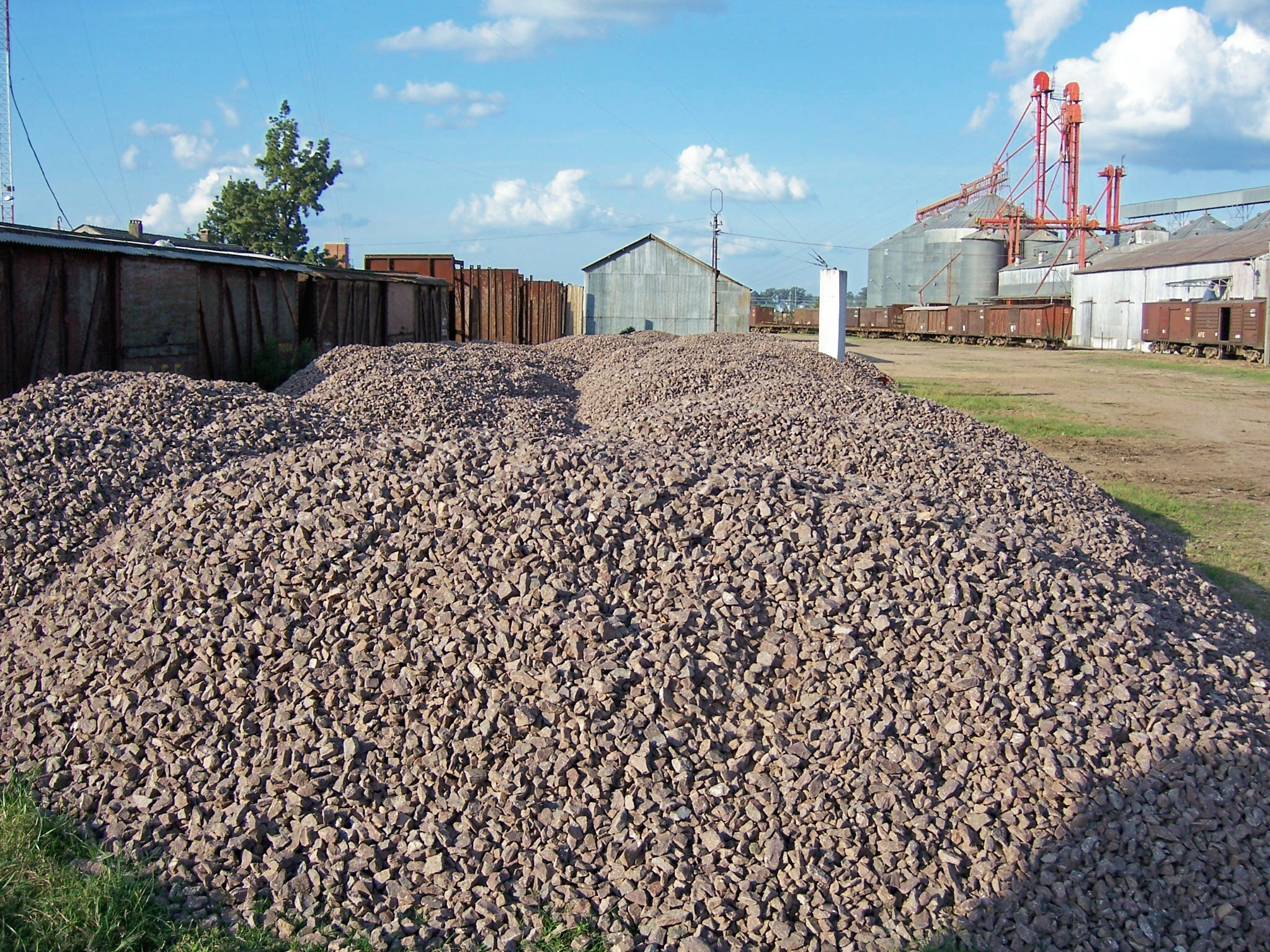
Щебёночный балласт

Щебёночный балласт — балласт для верхней части строения пути (балластной призмы).

## Общая информация
Щебёночный балласт, получаемый из прочных магматических пород: граниты, габбро, диориты, сиениты (глубинные породы), диабазы, базальты (излившиеся породы), является лучшим из современных балластных материалов благодаря долговечности, высокой сопротивляемости осадкам шпал и их смещениям в горизонтальной плоскости, хорошим дренирующим, упругим и электроизоляционным свойствам щебёночной призмы.
Щебень для балласта получают из природного камня методом дробления горных пород. В зависимости от вида исходной горной породы щебень может изготовляться из следующих материалов:
- скальные породы (100 % дробленых частиц)
- валуны и гравий (дробленые зерна не менее 50 % по массе)

## Требования к щебню
К щебню предъявляются требования по следующим показателям:
- по зерновому составу — количество зёрен крупнее верхнего номинального размера (60 мм) от 60 до 70 мм ограничивается 5 % по массе, а свыше 70 мм — не допускается; зёрен мельче нижнего номинального размера (25 мм) не более 5 %, в том числе частиц размером менее 0,16 мм — 1,5 % по массе
- по прочности — в качестве этого показателя принята истираемость (потеря в массе при испытании в полочном барабане типа шаровой мельницы) или сопротивление удару (в условных единицах при испытании на копре ПМ)
- по содержанию примесей — не допускается содержание глины в комках, почвы растительного слоя и других органических примесей
- по морозостойкости — в зависимости от количества циклов попеременного замораживания и оттаивания образцов щебня без разрушения щебень подразделяют на марки (ГОСТ 8267—82) Мрз50 или Мрз25.
- электроизоляционные свойства щебня характеризуются величиной электрической проводимости насыщенного раствора, образованного при растворении измельчённого щебня в дистиллированной воде.

## Применение
Для балластного слоя путей 1—3-го классов должен применяться только щебень твёрдых пород марки И20 (буква «И» — истираемость, цифра — 20 % потери по массе) или У75 (буква «У» — удар, цифра — условные единицы по копровым испытаниям). На путях 4—5-го классов может применяться щебень средней твёрдости марки И40 или У50;
по содержанию зёрен слабых пород — допускается не более 10 % по массе зёрен с пределом прочности при сжатии в водонасыщенном состоянии менее 20 МПа.

## Недостатки
В то же время применение на ряде участков эксплуатируемых линий щебня низкого качества из слабых осадочных пород (известняки, доломиты, песчаники), особенно при железобетонных шпалах, неэффективно из-за быстрого износа и измельчения такого щебня, потери им дренирующих свойств, образования выплесков. По этой причине укладка в балластную призму на путях 1—3-го классов смешанного щебня различных пород и прочности не допускается.
В настоящее время введены дополнительные требования к щебню балластировки путей 1—3 классов, в том числе по содержанию плоских частиц, частиц со сверхнормативными размерами, также введена обязательная проверка гранулометрического состава щебня на базах путевых машинных станций.